# Brachysiderus quadrimaculatus
Brachysiderus quadrimaculatus är en skalbaggsart som beskrevs av Waterhouse 1881. Brachysiderus quadrimaculatus ingår i släktet Brachysiderus och familjen Dynastidae. Utöver nominatformen finns också underarten B. q. tridentiger.